# Sphericaleyrodes regui
Sphericaleyrodes regui là một loài côn trùng cánh nửa trong họ Aleyrodidae, phân họ Aleyrodinae.
Sphericaleyrodes regui được Dubey & Sundararaj miêu tả khoa học đầu tiên năm 2006.